# Grčki primordijalni bogovi
Grčki primordijalni bogovi su prvotna božanstva koja predstavljaju prirodne sile nastale prije vremena. Pandani tih bogova se mogu naći u drugim religijama, primjerice u egipatskoj.

## Karakteristike
Primordijali iz grčke mitologije su prvotne sile. Položaj im se mijenjao tijekom vremena. Svi su personifikacije prirode - Zemlje, neba, noći, tame ... Potomci su im Titani, a njihova su djeca Olimpljani, stanovnici Olimpa. Primordijali su nastali iz Kaosa, prvotnog ništavila. Oni su djeca Kaosa koji je u sebi sadržavao sve elemente potrebne za nastanak budućeg svemira. Jedan od primordijala, Eros - bog ljubavi, postat će poslije sin Afrodite i Aresa, a ljubavnu moć je naslijedio od svoje majke.

## Primordijali
Ereb - vječna tama.
Nikta - tamna noć, kćer Kaosa ili je sama nastala.
Eter - vječno svjetlo, čist zrak.
Hemera - svijetli dan.
Kron  - vrijeme.
Eros - spajatelj, ljubav, požuda, prvorođeni.
Geja - Majka Zemlja, majka bogova i ljudi, Velika majka.
Tartar – bog i podzemlje istodobno, Gejina utroba.
Uran - zvjezdano nebo, Gejin prvi sin i muž.  
Pont - dubine mora i planinski vrhunci, Gejino dijete.

## Nastanak
Primordijali su nastali iz Kaosa. Orfej tvrdi da je Nikta prvo božanstvo. Geja je rodila Urana, zvjezdano nebo, koji je bio jednak njoj da prekriva nju, brda i jalovu dubinu mora, Ponta. Geja se udala za Urana i rodila mu Titane, Kiklope i Hekatonhire, namlađi Titan Kron je svrgnuo svog oca i oženio se Rejom, te je tako nastupio kraj vladavine primordijalnih bogova. Ipak, Geja je mogla proricati, pa je prorekla Zeusu da će ga svrgnuti Metidin sin. Uran je bio ubijen, ali je bio Afroditin otac. Nakon njegovog kastriranja, Geja se udala za Ponta i rodila mu biljke, životinje i ljude. Prema drugom mitu, smrtna bića su stvorili Prometej i Epimetej, Titani druge generacije.

## Galerija
- Nikta
- Hemera
- Eros
- Geja
- Atena, Erihtonije i Geja
- Uran
- Kron
- Tartar (pakao)